# Wahlbezirk Krain 11
Der Wahlbezirk Krain 11 war ein Wahlkreis für die Wahlen zum Abgeordnetenhaus im österreichischen Kronland Krain. Der Wahlbezirk wurde 1907 mit der Einführung der Reichsratswahlordnung geschaffen und bestand bis zum Zusammenbruch der Habsburgermonarchie.

## Geschichte
Nachdem der Reichsrat im Herbst 1906 das allgemeine, gleiche, geheime und direkte Männerwahlrecht beschlossen hatte, wurde mit 26. Jänner 1907 die große Wahlrechtsreform durch Sanktionierung von Kaiser Franz Joseph I. gültig. Mit der neuen Reichsratswahlordnung schuf man insgesamt 416 Wahlbezirke, wobei mit Ausnahme Galiziens in jedem Wahlbezirk ein Abgeordneter im Zuge der Reichsratswahl gewählt wurde. Der Abgeordnete musste sich dabei im ersten Wahlgang oder in einer Stichwahl mit absoluter Mehrheit durchsetzen. Der Wahlkreis Krain 11 umfasste die Gerichtsbezirke Möttling, Rudolfswerth (ohne die Gemeinden des Wahlbezirks 12) und Tschernembl (ohne Stockendorf).
Aus der Reichsratswahl 1907 ging Fran Šuklje von der Slowenischen Volkspartei als Sieger hervor. Šuklje verzichtete jedoch 1910, woraufhin sich sein Parteikollege Evgen Jarc bei der Reichsratsersatzwahl durchsetzen konnte. Bei der Reichsratswahl 1911 konnte Jarc sein mandat erfolgreich verteidigen.

## Wahlergebnisse

### Reichsratswahl 1907
Die Reichsratswahl 1907 wurde am 14. Mai 1907 durchgeführt. Die Stichwahl entfiel auf Grund der absoluten Mehrheit für Šuklje im ersten Wahlgang.
| Kandidat                                                                    | Partei                  | Wahlkreisstimmen | Prozent |
| --------------------------------------------------------------------------- | ----------------------- | ---------------- | ------- |
| Fran Šuklje                                                                 | Slowenische Volkspartei | 5031             | 98,1 %  |
|                                                                             | Sonstige Parteien       | 97               | 1,9 %   |
| Wahlberechtigte: 9208, Ungültige/Leere Stimmen: 76, Wahlbeteiligung: 56,5 % |                         |                  |         |

### Reichsratsergänzungswahl 1910
Die Reichsratswahl 1907 wurde nach dem Mandatsverzicht von Šuklje am 19. Oktober 1910 durchgeführt. Die Stichwahl entfiel auf Grund der absoluten Mehrheit für Jarc im ersten Wahlgang.
| Kandidat                                                             | Partei                                      | Wahlkreisstimmen | Prozent |
| -------------------------------------------------------------------- | ------------------------------------------- | ---------------- | ------- |
| Evgen Jarc                                                           | Slowenische Volkspartei                     | 5382             | 74,9 %  |
| Engelbert Gangl                                                      | slowenisch-national-fortschrittliche Partei | 1745             | 24,3 %  |
|                                                                      | Sonstige Parteien                           | 57               | 0,8 %   |
| Wahlberechtigte: ?, Ungültige/Leere Stimmen: ?, Wahlbeteiligung: ? % |                                             |                  |         |

### Reichsratswahl 1911
Die Reichsratswahl 1911 wurde am 13. Juni 1911 durchgeführt. Die Stichwahl entfiel auf Grund der absoluten Mehrheit für Jarc im ersten Wahlgang.
| Kandidat                                                                     | Partei                                      | Wahlkreisstimmen | Prozent |
| ---------------------------------------------------------------------------- | ------------------------------------------- | ---------------- | ------- |
| Evgen Jarc                                                                   | Slowenische Volkspartei                     | 6139             | 76,8 %  |
| Peter Majerle                                                                | slowenisch-national-fortschrittliche Partei | 1689             | 21,1 %  |
|                                                                              | südslawische Sozialdemokraten               | 54               | 0,7 %   |
|                                                                              | Sonstige Parteien                           | 115              | 1,4 %   |
| Wahlberechtigte: 9491, Ungültige/Leere Stimmen: 238, Wahlbeteiligung: 86,8 % |                                             |                  |         |